# César López
César López (Bogotà, 1973) è un musicista colombiano.
Vegetariano e pacifista, negli ultimi anni, López ha fatto parte di un gruppo chiamato Orchestra neutrale o anche Battaglione di Reazione Artistica Immediata, che consiste di vari altri musicisti e attivisti che cercano un'alternativa all'onnipresente violenza che affligge la Colombia, e specificamente la capitale, Bogotà. Quando il gruppo riceve notizie di un altro violento attentato nella città, si incontra e si dirige fuori nelle strade di Bogotà per suonare musica calmante per le vittime.

## Fucili trasformati in chitarre
Il più straordinario successo di López è un progetto in cui fa ritirare dal servizio dei fucili per trasformarli in chitarre. Finora, sono state prodotte solo poche dozzine di queste chitarre, ma al completamento López intende donare le chitarre a musicisti di alto profilo in tutto il mondo, come Shakira e Carlos Santana, e a capi politici e religiosi, come il Dalai Lama.